# Horodok, Volodîmîreț
Horodok (în ucraineană Городок) este un sat în comuna Ozerți din raionul Volodîmîreț, regiunea Rivne, Ucraina.

## Demografie
Componența lingvistică a localității Horodok
     Ucraineană (100%)
Conform recensământului din 2001, toată populația localității Horodok era vorbitoare de ucraineană (100%).